# Ophiothrix koreana
Ophiothrix koreana is een slangster uit de familie Ophiotrichidae.
De wetenschappelijke naam van de soort werd in 1879 gepubliceerd door Peter Martin Duncan.